# Твердохліб Катерина Гнатівна
Катери́на Гна́тівна Твердохлі́б (7 грудня 1906, село Сніжків, тепер Валківського району Харківської області — 22 грудня 2007, село Сніжків Валківського району Харківської області) — українська радянська діячка, ланкова колгоспу «Більшовик» села Сніжків Валківського району Харківської області, колгоспниця, одна з фундаторів колгоспного руху в УРСР, Герой Соціалістичної Праці (31.12.1965). Депутат Верховної Ради СРСР 4-го і 6-го скликань.

## Життєпис
Народилася 7 грудня 1906 року в родині місцевого священика та художника Гната Івановича Твердохліба. Освіта початкова: після 3-класної школи у Сніжкові ще рік навчалася у Високопільській 4-класній школі. У 20-х роках закінчила лікнепівські курси у Валках та Люботині й деякий час працювала вчителькою на курсах ліквідації неписьменності. З 1919 по 1929 рік наймитувала в заможних селян.
З 1929 року — колгоспниця, з 1935 року — ланкова колгоспу «Більшовик» села Сніжків Валківського району Харківської області. Учасниця німецько-радянської війни.
Разом зі своєю ланкою збирала рекордні врожаї цукрових буряків, зернових і технічних культур. У 1947 зібрала 25,5 центнера зернових з гектара. У 1961 році — 64 центнери кукурудзи з гектара.
На початку 1948 року була відправлена у відрядження на Львівщину для зустрічі з ланковою артілі імені Івана Франка Ольгою Беркетою, з якою її надалі пов'язувала тісна, довголітня дружба. Також вона агітувала місцеве населення створювати колгоспи на Прикарпатті.
Усе своє життя пов'язала із землею та рідним селом. Зробила значний внесок у культурне життя Сніжкова — керувала драматичним гуртком, брала також участь у створенні місцевого музею. Грала на сцені сніжківського сільського клубу, де ставили «Назара Стодолю», «Наталку Полтавку», «Саву Чалого», «Украдене щастя», «Диктатуру» тощо. А вже 1973 року на екрани України вийшов фільм «Катерина Твердохліб», котрий зняла Харківська студія телебачення та Київська кіностудія ім. О. Довженка. У ньому Катерина Гнатівна зіграла головну роль — роль самої себе. Письменник Микола Шаповал написав про відому ланкову документальну повість «Катерина Твердохліб».
Твердохліб неодноразово обирали депутатом Харківської обласної та Валківської районної рад. Брала участь у роботі І Всесвітньої конференції прихильників миру. Була делегатом ІІІ З'їзду колгоспників у Москві, учасницею ВДНГ, членом комісії Верховної Ради СРСР з питань сільського господарства.
Загальний трудовий стаж складав 65 років з усього одним записом у трудовій книжці — ланкова колгоспу «Більшовик». На пенсію вийшла, коли їй виповнилося 95 років.
Померла 22 грудня 2007 у селі Сніжків Валківського району Харківської області.

## Нагороди та відзнаки
- Герой Соціалістичної Праці (31.12.1965)
- три ордени Леніна (27.02.1948, 18.06.1949, 31.12.1965)
- орден Трудового Червоного Прапора (26.02.1958)
- орден княгині Ольги ІІІ ступеня (6.12.2006)
- медаль «За доблесну працю у Великій Вітчизняній війні 1941—1945 рр.» (6.06.1945)
- медаль «За доблесну працю. В ознаменування 100-річчя з дня народження Володимира Ілліча Леніна» (1970)
- звання «Заслужений працівник сільського господарства УРСР» (1981 р.)
- Почесна відзнака Харківської обласної ради «Слобожанська слава» (2006)
- Почесний громадянин Харківської області (2007)[6]

## Відомі люди

### Народилися
- Твердохліб Катерина Гнатівна (1906—2007) — ланкова колгоспу «Більшовик» села Сніжків Валківського району Харківської області, колгоспниця, одна з фундаторів колгоспного руху в УРСР, Герой Соціалістичної Праці (31.12.1965). Депутат Верховної Ради СРСР 4-го і 6-го скликань.